# Ключанка
Ключанка — река в России, протекает в Губахинском и Добрянском районах Пермского края. Устье реки находится в 33 км по левому берегу реки Косьва. Длина реки составляет 29 км. В 9,9 км от устья принимает слева реку Таборка.
Исток реки в лесном массиве в урочище Верхняя Ключанка в 20 км к юго-западу от города Губаха. Генеральное направление течения — запад, русло крайне извилистое. Всё течение проходит по ненаселённому лесному массиву. Притоки — Вож (правый); Таборка (левый). Впадает в Косьву ниже деревни Тысяцково.

## Данные водного реестра
По данным государственного водного реестра России, относится к Камскому бассейновому округу, водохозяйственный участок реки — Кама от города Березники до Камского гидроузла, без реки Косьва (от истока до Широковского гидроузла), Чусовая и Сылва, речной подбассейн реки — бассейны притоков Камы до впадения Белой. Речной бассейн реки — Кама.
По данным геоинформационной системы водохозяйственного районирования территории РФ, подготовленной Федеральным агентством водных ресурсов:
- Код водного объекта в государственном водном реестре — 10010100912111100008809
- Код по гидрологической изученности (ГИ) — 111100880
- Код бассейна — 10.01.01.009
- Номер тома по ГИ — 11
- Выпуск по ГИ — 1